# 巴赫穆季夫卡
48°52′3″N 39°2′31″E / 48.86750°N 39.04194°E

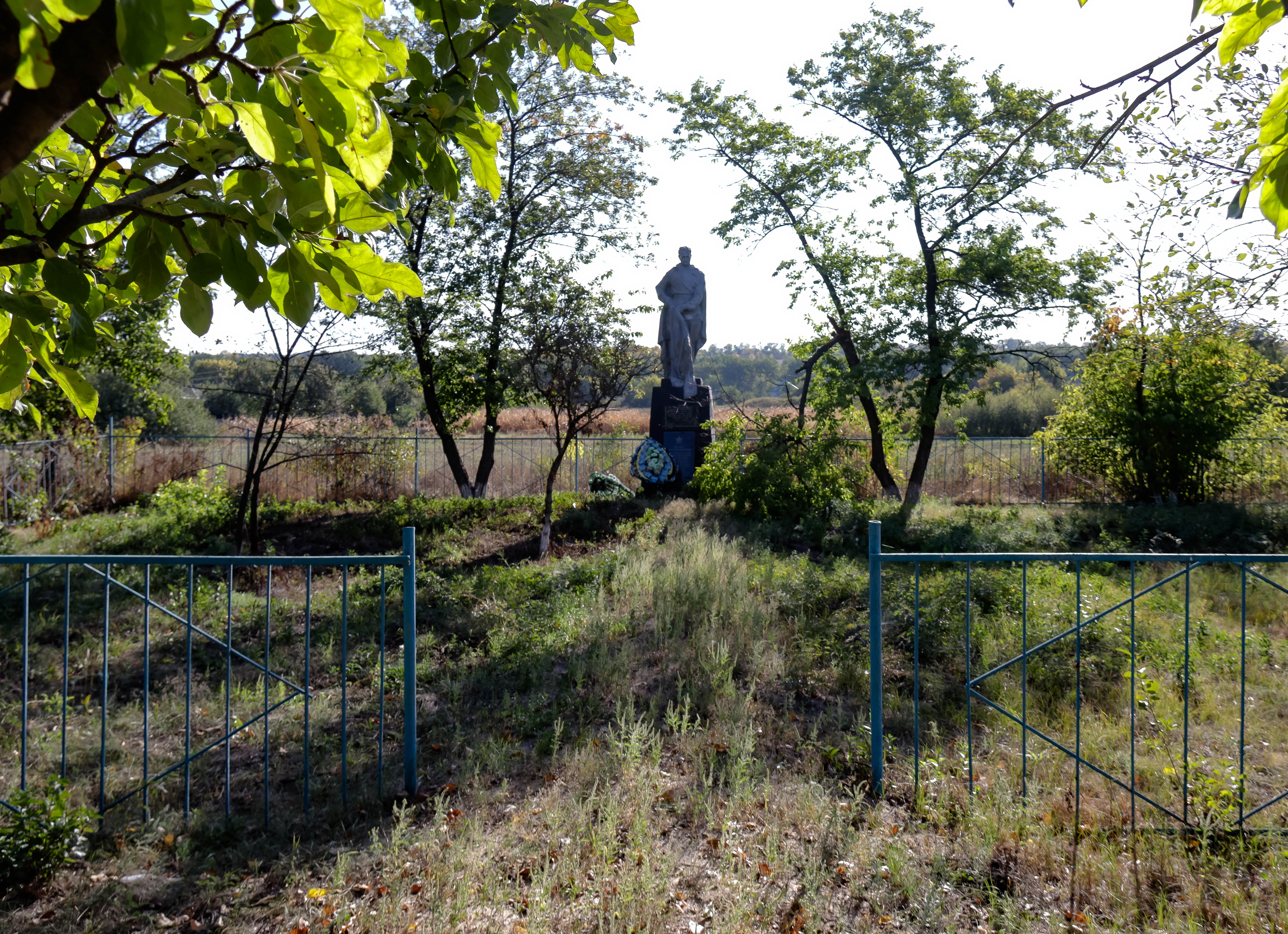
苏联烈士墓

巴赫穆季夫卡（烏克蘭語：Бахмутівка）是位於烏克蘭東部的村莊，由盧甘斯克州夏斯季耶区的新艾達爾市鎮負責管轄。該村始建於1689年，面積4.11平方公里，海拔高度44米，2001年人口1,182，人口密度每平方公里287.6人。